# Лис (поток)
Лис (на италиански: Lys) е поток в италианския регион Вале д'Аоста, ляв приток на река Дора Балтеа.

## Маршрут
Произхожда от масива Монте Роза и по-точно – от ледника Лис в подножието на планината Пирамиде Венсан (4215 m). Минава през долината Лис и се влива на левия бряг в река Дора Балтеа при градчето Пон Сен Мартен. Покрай него минава Долина Лис.
Точно преди да се влее, той се пресича от моста Сен Мартен, датиращ от римско време, чието изграждане според източниците датира от 120 г. или 25 г. пр.н.е. Мостът, който се опира на скалата от двете страни, има единична арка с височина 20 метра и дължина 35 метра.
По пътя си водите на Лис се използват за производство на водноелектрическа енергия чрез ВЕЦ Исим в местността Гран Праз в община Исим и ВЕЦ Дзуино в община Габи (бентът върху Лис, който я захранва, е в местността Bieltchucken в община Гресоне Сен Жан). В община Гресоне Сен Жан Лис дава водите си и на ВЕЦ Сандрен.

## Основни притоци
Ляв бряг:
- Поток Аван сир
- Поток Жиаси
- Поток Лоо
- Поток Мос
- Поток Ниел
- Поток Пакуя
- Поток Туризон

Десен бряг:
- Ру дьо Нанте
- Поток Щолен
- Поток Валбуню.

## Снимки
- Началото на Лис
- Потокът близо до село Габи
- Римският мост над Лис в градчето Пон Сен Мартен
- Потокът в село Фонтенмор